# Technische dienst (Koninklijke Landmacht)
De Technische dienst (TD) van de Koninklijke Landmacht (KL) is een legeronderdeel dat valt onder het Dienstvak van de Logistiek. Historisch gezien valt de T.D. onder het Regiment Technische Troepen, dit relatief jonge regiment heeft zoals vele andere regimenten een aantal tradities en ook een regimentsvlag. Op deze vlag staat de wapenspreuk in het Latijn: “Reficere, Semper et Ubique” (`Herstellen, altijd en overal`) sinds april 2010. Deze spreuk geeft aan dat de T.D.-ers overal op de wereld, onder de zwaarste omstandigheden, hun werk gedaan hebben en blijven doen. 
Ook T.D.-ers zijn en worden tot de dag van vandaag uitgezonden. Enkele uitzendgebieden waar het personeel van de T.D. zijn werk heeft verricht: Nederlands-Indië, Libanon, Bosnië-Herzegovina, Kosovo, Irak, Cyprus, Afghanistan (Uruzgan). (Dit zijn slechts voorbeelden, vele meer zijn te noemen.)
De hersteleenheden binnen de KL bestaan uit diverse soorten 'sleutelaars'.
- Motortechnici, (automonteurs, dit zijn monteurs ten behoeve van vrachtwagens, pantservoertuigen en tanks).
- Geniemonteurs, (monteurs voor bouwmaterieel en aanverwante zaken).
- Verbindingsmonteurs, (monteurs voor radio's, satellietcommunicatiesystemen en overige elektronica).
- Bewapeningstechnici, (monteurs voor KKW (klein kaliber wapens), van pistolen zoals Glocks t/m het kanon kaliber .50 ).
- Munitietechnici, deze houden zich bezig met explosieven, zoals bommen en mortieren. Ook de landmachtmilitairen bij de Explosieven Opruimingsdienst Defensie (EODD) vallen hier onder. Onder deze eenheid valt de E.O.D. compagnie grondgebonden, dé Explosieve Opruimings Dienst.
- Wapensysteemtechnici, monteurs voor elektronica van boordwapens.

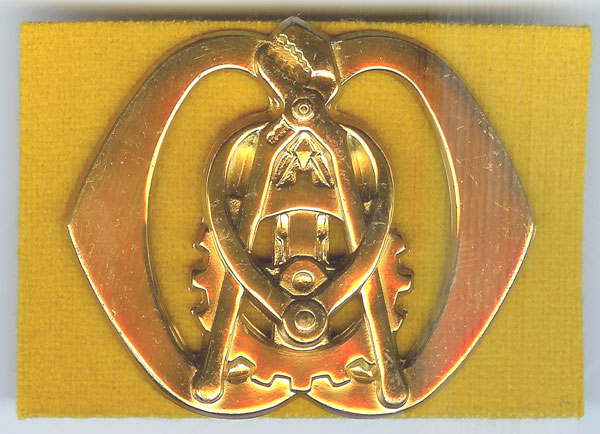
Baretembleem van de Technische Dienst 2001-2010

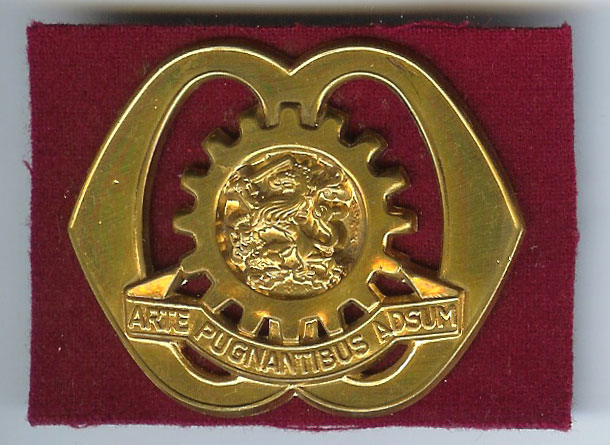
Baretembleem van de Technische staf

Tevens bevindt zich bij de hersteleenheden een logistiek deel voor de bevoorrading van reservedelen, ook wel AS-32 genoemd.
Hierin werkt in de regel personeel wat valt onder het Dienstvak Logistiek. Dus niet het Dienstvak T.D. (Technische Dienst)

## Embleem
Het baretembleem van de TD bevat een tang, een tandwiel, twee bliksemschichten en een krompasser. De tang, het tandwiel en de krompasser staan voor de techniek, de schichten voor het radio(technische) deel.
Zoals bij alle baretemblemen binnen de Koninklijke Landmacht, is ook dit embleem geplaatst op een gestileerde "W". Deze dubbele ovalen met de puntige uitlopers naar de beide zijden, die het grondvlak vormen staan voor de "W" van Wilhelmina, de voormalige Koningin der Nederlanden.
Op 19 oktober 2001 ging het Dienstvak van de Technische Dienst samen met het Dienstvak van de Geneeskundige Dienst en het Dienstvak der Militaire Administratie op in het Dienstvak van de Logistiek. Hiervoor had ieder dienstvak zijn eigen wapenkleur, die onder andere terugkwam in de kleur van de achtergrond van het baretembleem: zwart voor de Technische Dienst, karmozijnrood voor de Intendance, nassausblauw voor de Aan- en Afvoer Troepen en rozerood voor de Militaire Administratie. De wapenkleur voor het Dienstvak van de Logistiek was okergeel. Vanaf 1 oktober 2010 zijn de wapenkleuren van de regimenten van het Dienstvak van de Logistiek weer gewijzigd in de oorspronkelijke kleur, voor de TD dus zwart. Deze kleur komt ook terug in de kraagspiegels van het DT (Dagelijks Tenue). Naast de ondergrond onder het baretembleem, zijn ook deze kraagspiegels weer zwart geworden.

## Vaandel
Het Regiment Technische Troepen voert een vaandel. Het werd op 17 september 1994 uitgereikt door Koningin Beatrix. Sinds 2019 mag het vaandelopschrift Uruzgan 2006-2010 worden vermeld in verband met de bijdragen van explosievenopruimingsploegen, alsmede onderhouds-, diagnose- en bergingsgroepen te velde in Uruzgan.

## Technische Staf
De Technische Dienst moet niet verward worden met het Dienstvak van de Technische Staf (TS). De TS bestaat uit hoger technisch (universitair) opgeleide officieren. Dit, relatief kleine, deel van de Technische Troepen voert veelal projecten uit zoals aanbestedingen en modificaties op technisch gebied. De TS heeft tevens een ander baretembleem. Deze bestaat uit het tandwiel met daarin een leeuw met zwaard en pijlen. De kleur van de embleemondergrond is rood, in tegenstelling tot het zwart van de technische Dienst.